# Ернестас Шеткус
Ернестас Шеткус (роден на 25 май 1985 в Таураге) е литовски футболист, играе като вратар и се състезава за българския Ботев Пловдив.

## Клубна кариера
ШеткусЖалгирис през 2005 г. През 2009 г. преминава в Таурас Таураге.
За сезон 2010/2011 се завръща в Жалгирис и изиграва 16 мача в А Лига. В седем от тях успява да опази вратата си от гол. Първият мач по време на втория си престой в Жалгирис изиграва на 21 март 2010 г. срещу Таурас.
През август 2010 г. Шеткус преминава в кипърския Олимпиакос Никозия. Дебюта си в кипърското първенство прави на 2 октомври 2010 г. срещу АЕ Пафос. През сезон 2010/11 опазва два пъти мрежата си суха, а изиграва 18 мача. Сезон 2011/12 започва като резерва на латвиеца Андрейс Павловс. Първия си мач за този сезон изиграва на 21 ноември като не допуска гол при равенството 0-0 с Арис Лимасол. За следващите пет мача отново се превръща в първи избор на вратата на Олимпиакос. На 7 януари 2012 г. е избран за най-добър играч в мача срещу АЕК Ларнака.
През лятото на 2012 г. Шеткус подписва договор с българския Ботев Пловдив. Дебюта си в А футболна група прави на 11 август 2012 г. при победата с 3-0 над Славия.

## Национален отбор
Шеткус е повикан в мъжкия национален отбор на Литва за контролата с Полша. На 25 март 2011 г. той прави дебюта си като сменя на почивката Зидрунас Карчемарскас, а Литва побеждава Полша с 2-0.
На 3 юни 2011 г. започва за първи път като титуляр при загубата с 2-0 от Лихтенщайн във Вадуц. Мачът е квалификация за Евро 2012.
На 7 юни 2011 г. взима участие в контрола срещу Норвегия в Осло. В 83-тата минута спасява дузпа, бита от Мортен Гамст Педерсен, но Педерсен вкарва при добавката и Норвегия печели срещата с 1-0.